# 塞梅尼亞希夫卡
51°23′30″N 30°48′50″E / 51.39167°N 30.81389°E
塞梅尼亞希夫卡（羅馬化：Semeniahivka）是烏克蘭北部切爾尼希夫州切爾尼希夫區米哈伊洛-科秋宾斯凯市镇的村莊。始建於1859年，面積0.69平方公里，海拔高度124米，2001年人口265，人口密度每平方公里384.1人。